# برج ام‌ان‌پی
برج ام‌ان‌پی (به انگلیسی: MNP Tower) یک برج اداری ۳۵ طبقه‌ای در ونکوور، بریتیش کلمبیا است. این برج ششمین برج بلند در شهر ونکوور و بلندترین برج اداری شهر است. توسط معمار آمریکایی کون پدرسون فاکس طراحی و در سال ۲۰۱۲ میلادی ساخت آن شروع شد و در سال ۲۰۱۴ میلادی به اتمام رسید.